# Crimhilda

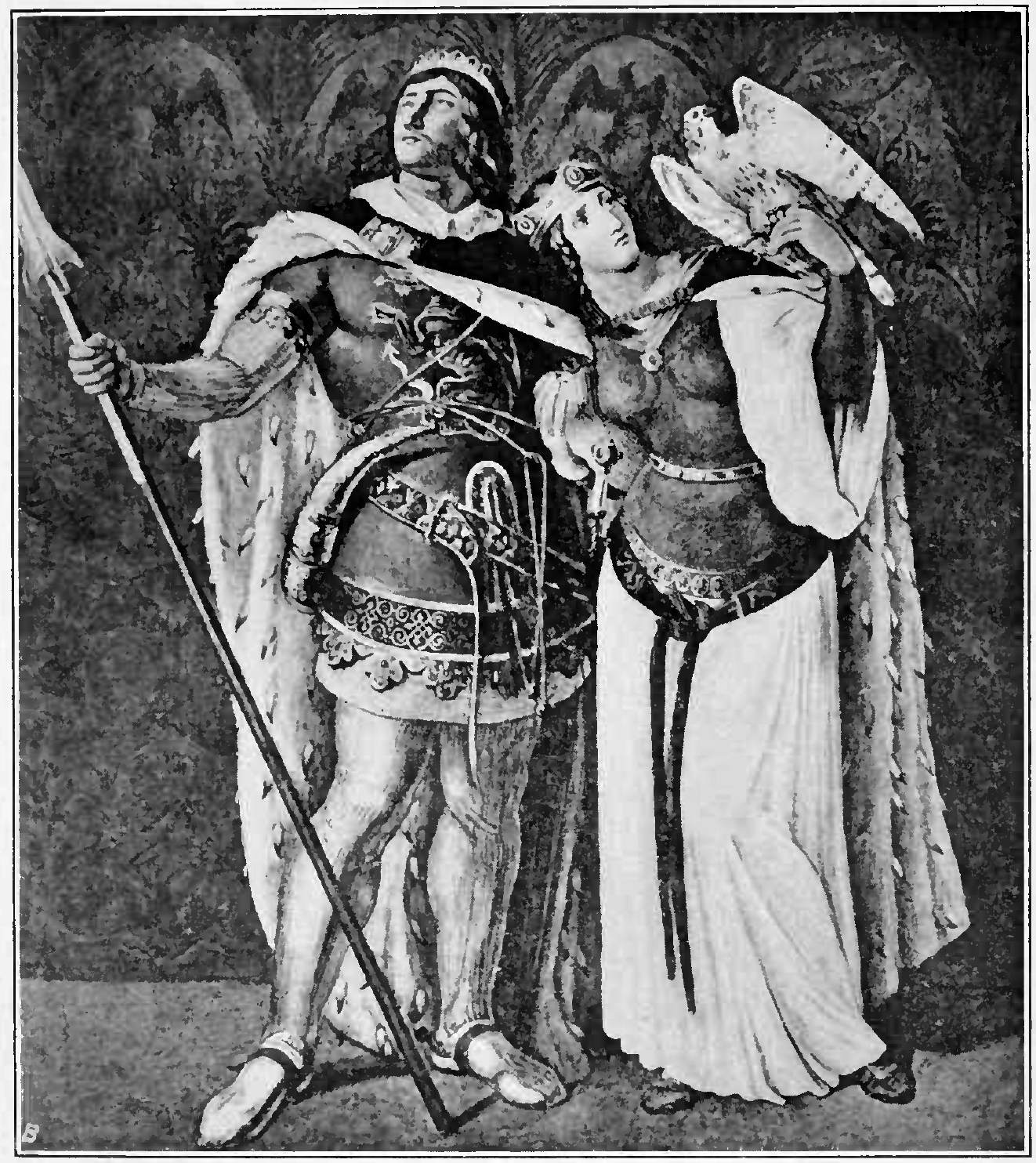
Siegfried și Crimhilda, ilustrație dintr-un volum de mitologie nordică (1914)

Crimhilda (în germană: Krimhild sau și Kriemhild, în norvegiană: Guðrún, Gudrun) este un personaj din literatură medievală germanică.
În epopeea „Cântecul Nibelungilor” este sora regelui burgund Gunther.
Este cucerită de eroismul lui Siegfried, învingător în luptele cu danezii și saxonii, și cei doi se căsătoresc.
Între Crimhilda și Brunhilda, regina Islandei și soția lui Gunther, apare un conflict în urma căruia Siegfried este ucis printr-un complot pus la cale de Gunther.
Drept răzbunare pentru soțul ucis, Crimhilda se căsătorește cu Attila, pentru a organiza urmărirea și pedepsirea ucigașilor.
Acest articol referitor la mitologia nordică  este deocamdată un ciot. Puteți ajuta Wikipedia prin completarea lui!